# Ігровець

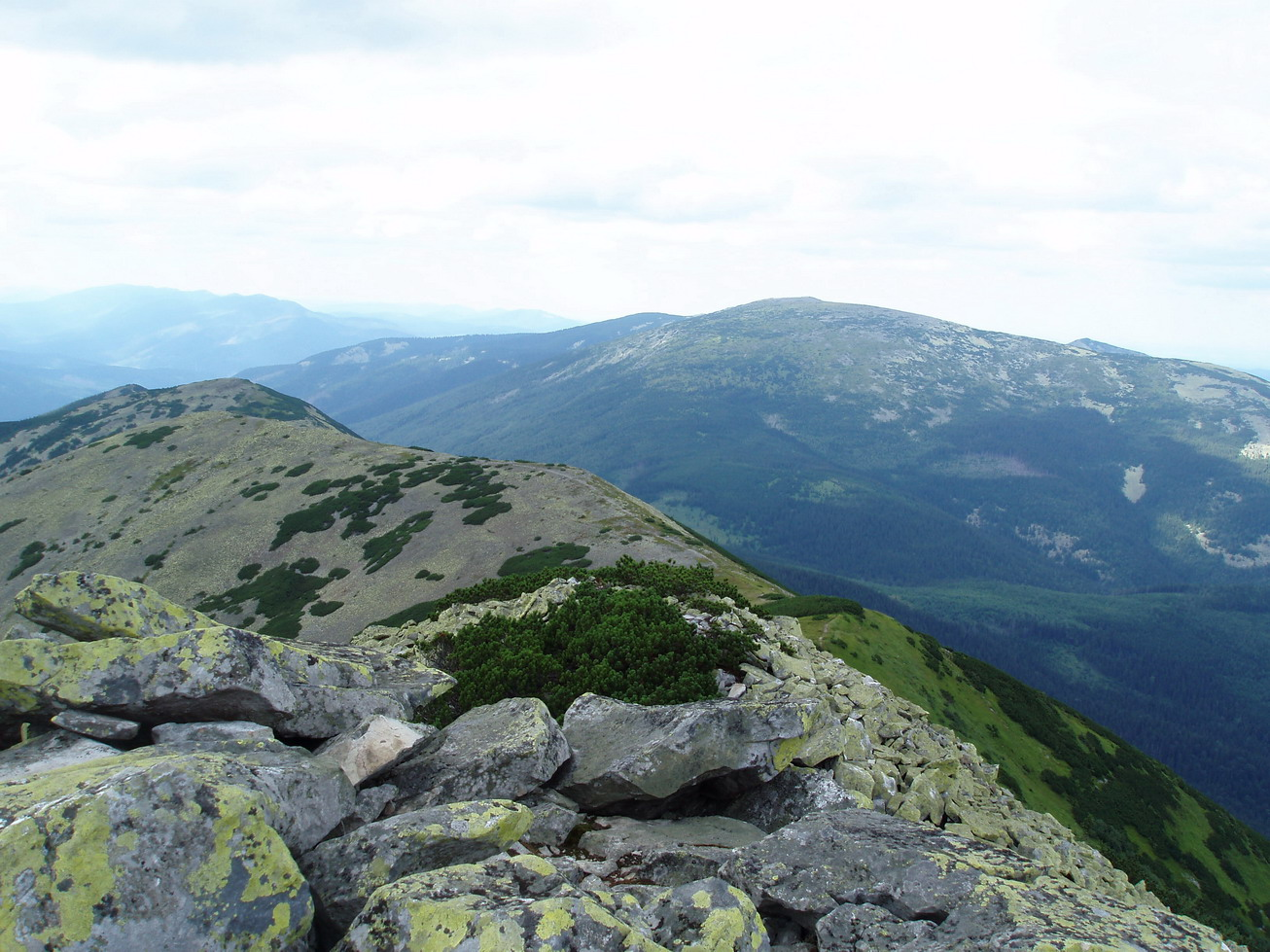
Вигляд на г. Ігровець з вершини г. Сивуля

Ігрове́ць — гора в Українських Карпатах, у гірському хребті Матахів в масиві Горгани. Висота 1804,3 м. Третя за висотою вершина в Горганах. Найцікавішим на цій горі є те, що її вершина, на відміну від інших гір Горган, практично плоска. Класичний маршрут пролягає з села Стара Гута, також можна піднятися зі села Осмолоди.

## Географія
Вершина лежить на хребті за назвою Ігровище, який вигнутий півмісяцем зі сходу на північний схід. Ігровець розташований посередині цього півмісяця і є найвищою точкою хребта. Західні та північно-східні схили гори дуже круті, важкопрохідні, вкриті кам'яними осипищами. На північ розташована сусідня вершина Висока (1803 м) на схід — нечітко виражена вершина за назвою Ріг (1475 м). Трохи далі, на південному сході, лежить хребет Сивуля з вершинами Сивуля Велика (1836 м) і Сивуля Мала (1818 м).
На північно-східних схилах гори на висоті 1608 м над рівнем моря бере початок потік Кузьменець-Великий.